# María Inés Teresa Arias
Beata María Inés Teresa del Santísimo Sacramento, cuyo nombre de pila fue Manuela de Jesús Arias Espinosa, (Ixtlán del Río, Nayarit; 7 de julio de 1904 - Roma; 22 de julio de 1981), fue una religiosa católica mexicana. Fundadora de la congregación de las Misioneras Clarisas del Santísimo Sacramento, de la congregación de los Misioneros de Cristo para la Iglesia Universal, del Grupo Sacerdotal Madre Inés, de las Misioneras Inesianas Consagradas (Instituto Secular), del grupo misionero Vanguardias Clarisas, laicos (Van-Clar). Fue beatificada el 21 de abril de 2012 en la Basílica de Guadalupe en la Ciudad de México.

## Biografía
Sus padres fueron el licenciado Eustaquio Arias Arroniz y la señora María Espinosa López Portillo, originarios de Guadalajara, Jalisco.
Del 5 al 12 de octubre de 1924 se llevó a cabo el Congreso Eucarístico Nacional al que asistió aún como laica, es ahí donde encontró su verdadera vocación e inspirada en el libro Historia de un alma, de Santa Teresita del Niño Jesús, se entregó a Dios para salvar almas, al igual que lo hiciera la santa Doctora de la Iglesia.
El 5 de junio de 1929 ingresó en el Monasterio de las Clarisas Sacramentarias en Los Ángeles, California, donde la comunidad se encontraba, ya que fue exiliada a causa de la Guerra Cristera en México.
El 22 de julio de 1981, después de haber pronunciado las palabras: “Sí hijas, hemos terminado, demos gracias a Dios”, la madre Teresa a los 77 años de edad falleció en la ciudad de Roma, Italia , dejando un gran testimonio de vida Cristiana y santidad.